# Zelenodolsk (Ucrânia)
Zelenodolsk (em ucraniano:   Зеленодольськ) é uma cidade da Ucrânia, situada no Oblast de Dnipropetrovsk. Tem 16,596 km² de área e sua população em 2020 foi estimada em 13.056 habitantes.